# Катастрофа DC-8 под Палермо
Катастрофа DC-8 под Палермо — авиационная катастрофа пассажирского самолёта DC-8-43 национальной авиакомпании Alitalia, произошедшая ночью в пятницу 5 мая 1972 года в районе Палермо, при этом погибли 115 человек. Крупнейшая катастрофа в истории итальянской авиации и крупнейшая катастрофа отдельного самолёта в стране.

## Самолёт
Douglas DC-8-43 с заводским номером 45625 и серийным 144 был выпущен 12 мая 1961 года. 31 мая авиалайнер продали итальянской национальной авиакомпании Alitalia, где он получил бортовой номер I-DIWB и имя Antonio Pigafetta. На нём были установлены четыре двухконтурных турбовентиляторных двигателя Rolls-Royce Conway 508-12.

## Экипаж
Экипаж самолёта состоял из 7 человек. Лётный экипаж состоял из трёх человек и имел следующий состав:
- Командир воздушного судна — Роберто Бартоли (итал. Roberto Bartoli)
- Второй пилот — Бруно Дини (итал. Bruno Dini)
- Бортинженер — Джино Ди Фиоре (итал. Gino Di Fiore)

## Катастрофа
Ранним утром борт I-DIWB выполнял пассажирский рейс по маршруту Рим — Милан — Лондон — Рим. Вылетев в 7 часов из аэропорта Фьюмичино, авиалайнер вскоре приземлился в аэропорту Линате, а затем отправился в аэропорт Хитроу, после которого вернулся во Фьюмичино. В Риме произошла смена экипажа, после чего новый экипаж, командиром которого был Бартоли, должен был выполнить пассажирский рейс в Катанию. В 16:42 с 25-минутной задержкой DC-8 вылетел из Фьюмичино, а в 19:28 благополучно вернулся обратно, хотя и с 43-минутной задержкой. Далее экипажу предстояло выполнить пассажирский рейс AZ-112 в другой сицилийский город — Палермо. Ночью в 20:35, отставая от расписания уже на 25 минут, самолёт встал на старте, а после получения разрешения, с 7 членами экипажа и 108 пассажирами поднялся в воздух.
Погодные условия в районе Сицилии были хорошими: облачность 3/8 с нижней границей 1500 футов (457 метров), видимость 3 мили (5,4 км). К тому же пилоты считались достаточно опытными, при этом в аэропорт Пунта-Раиси, что к юго-западу от Палермо, они летали неоднократно. Самолёт также был технически исправен. В 22:18 экипаж вышел на связь с диспетчерской вышкой аэропорта, а в 22:21 доложил о выходе на глиссаду. Однако в 22:23 летящий на высоте 2000 футов (610 метров) Дуглас в предпосадочной конфигурации (закрылки выпущены на 25°) врезался в горы Лонга высотой 935 метров и взорвался. Катастрофа произошла в 5 километрах к северо-западу от Палермо, то есть на противоположной стороне от аэропорта. Все 115 человек на борту погибли. На момент событий это была крупнейшая авиакатастрофа в Италии, в настоящее время вторая, после столкновения двух самолётов в аэропорту Линате. Также остаётся крупнейшей катастрофой в истории итальянской авиации и крупнейшей катастрофой одного самолёта в Италии. На месте катастрофы в дальнейшем был поставлен памятный крест.

## Известные пассажиры
- Франко Индовина[англ.] — итальянский актёр, режиссёр и сценарист (Подглядывающий, Древнейшая профессия в мире, Три лица, Три из тысячи, Домашнее хозяйство по-итальянски, Неистовый).
- Сын Честмира Выцпалека (на тот момент — тренер Ювентуса)

## Причины
Истинную причину катастрофы комиссия установить не смогла. Наиболее вероятной причиной была названа ошибка пилотов, которые выполняли схему захода на посадку с нарушениями, сильно уклонившись к северу. Также в отчёте высказывалось предположение, что пилоты были пьяны, но впоследствии это предположение было отклонено. По неофициальным же данным, ошибке экипажа способствовало введение в строй в аэропорту Пунта-Раиси нового радиолокационного и светотехнического оборудования, из-за чего радиомаяк теперь был значительно смещён относительно старого, а световое оборудование в момент происшествия могло быть отключено. Таким образом, катастрофа произошла из-за сочетания целого ряда условий и ошибок, как на земле, так и в воздухе.
Существуют также различные альтернативные версии. Согласно одной из них, самолёт был взорван в ходе террористического акта, устроенного сицилийской мафией, которая заключила союз с группами фашистского движения и намеревалась отомстить судье Алькамо (итал. Alcamo). Однако против версии теракта говорит тот факт, что самолёт врезался в гору целым, а также то, что на нём не было характерных для взрыва повреждений. Согласно другой версии, самолёт был ошибочно сбит истребителем, в пользу чего указывают такие аргументы, как небольшие круглые отверстия в передней части крыла ближе к корню, а также то, что на Сицилии в тот день проводились военные учения НАТО. Однако против этой версии свидетельствуют показания очевидцев, которые видели борт I-DIWB перед столкновением с горой, но не видели вблизи его никакого военного самолёта. К тому же нанести самолёту критические повреждения только в передней части крыла, не затрагивая остальные области, да ещё в ночных условиях, практически невозможно. Вероятно, они были получены при столкновении с землёй.